# 1897 în film
- 1896 în cinematografie — 1897 în cinematografie — 1898 în cinematografie

## Filme produse în 1897
- An Arab Knife Grinder at Work
- La Bandera Argentina
- The Corbett-Fitzsimmons Fight
- Horses Loading for Klondike
- Kørsel med Grønlandske Hunde
- The Milker's Mishap
- New Pillow Fight
- The Miller and the Sweep
- The Haverstraw Tunnel